# Енергија ветра
Енергија ветра је енергија која потиче од снаге ветра. Представља конвенционалан обновљиви извор енергије, који се вековима користи за добијање механичке, а у новије време и електричне енергије. Међутим, производња електричне енергије из енергије ветра у већим количинама почела је тек после нафтне кризе 1973.
Енергија ветра се претвара у корисни облик енергије, електричну енергију, помоћу ветроелектрана. У класичним ветрењачама енергија ветра се претвара у механичку те се као таква директно користи за млевење житарица или пумпање воде. Крајем 2007. инсталирана снага ветроелектрана у свету била је 94,1 GW. Тренутно ветроелектране покривају тек 1% светских потреба за електричном енергијом, док у Данској та цифра износи 19%, Шпанији и Португалији 9%, Немачкој и Ирској 6% (подаци за 2007). Електричном енергијом из ветра ветроелектране снабдевају електро енергетску мрежу као што и појединачни ветроагрегати напајају изолована места. Ветар је богат, обновљив, лако доступан и чист извор енергије. Недостатак ветра ретко узрокује несавладиве проблеме када у малом уделу учествује у опскрби електричном енергијом, али при већем ослањању на ветар доводи до већих губитака.

## Настанак
Настанак ветра је сложен процес. Како сунце неравномерно греје Земљу, полови примају мање сунчеве енергије него екватор. Поред тога, копно се брже греje и брже хлади од мора. Такво загрејавање покреће глобални атмосферски систем преноса топлоте с површине Земље према стратосфери која се понаша као виртуална таваница. Већина енергије таквог струјања ветра је на великим висинама где брзина ветра прелази и 160 km/h. Dio energije vjetra trenjem prelazi u difuznu toplinu kroz atmosferu i Zemljinu površinu. Predviđanja govore da je 72 TW energije vjetra iskoristivo u komercijalne svrhe. Treba napomenuti da ni teoretski ni praktično nije iskoristiva sva snaga vjetra.

### Расподела брзине ветра
Ветар јако варира и средња вредност брзине за дату локацију није показатељ количине енергије коју ветроагрегат може произвести. Ипак, код предвиђања понашања ветра на одређеном месту, користе се подаци генерисани мерењима. Довољна је и мања промена локације да би јавиле велике промене у брзини ветра. Брзина ветра се мери и апроксимирамо Рејлијевом расподелом.
Како се велика количина енергије добија при већим брзинама ветра, доста енергије долази у краћим интервалима, односно на махове, као и ветар. Последица тога је да ветроелектране немају сталну снагу на излазу као што то имају нпр. термоелектране, те постројења која напајају ветроагрегати морају имати осигурану производњу електричне енергије и из неког другог извора. Сталност снаге код ветроелектрана би могао да осигура напредак у технологијама које се баве складиштењем енергије тако да се може користити енергија која је добијена за време јачег ветра онда када га нема.

## Прикључак на мрежу
Најчешће се користе асинхрони генератори за ветроагрегате који захтевају реактивну снагу из мреже за побуду и стога садржавају кондензаторске батерије за њену компензацију. Различити типови ветроагрегата се понашају различито у случајевима поремећаја у електро енергетској мрежи тако да су преко потребна претходна испитивања и моделовања динамичних електромеханичких особина код нових ветроагрегата пре њиховог пуштања у погон. Постоје имплементације и са синхроним генератором, али такве нису често у примени, а асинхрони генератори с двостраним напајањем имају најпожељнија својства што се тиче спајања на мрежу.

### Фактор оптерећења
Како је брзина вјетра промењива, годишња производња једног ветропарка није збир умножака називне снаге генератора и броја сати у години. Однос стварно произведене и теоријски највеће могуће произведене енергије назива се фактор оптерећења. Фактор оптерећења углавном износи 20 до 40% у најбољим случајевима.
За разлику од термоелектрана код којих на фактор оптерећења највише утиче цена горива и занемариво време за ремонт, код ветроелектрана фактор оптерећења зависи од непромјењивог својства ветра, и његове присутности. Што се тиче нуклеарних електрана, цена горива је изузетно ниска тако да фактор оптерећења досеже, па и прелази 90%.

### Непредвидивост ветра
Електрична енергија добијена из енергије ветра варира из сата у сат, дневно и сезонски. Постоје и годишње варијације, али нису толико значајне. С обзиром на то може се краткорочно предвидети количина енергије која се може добити. Попут других извора електричне енергије, енергија ветра мора бити према одређеном распореду потрошње. Због тога се користе методе прогнозирања снаге ветра, али предвиђање износа добијене енергије из ветра није увек најпоузданија метода.
Производња и потрошња електричне енергије морају бити подједнаке како би мрежа остала једнолико оптерећена. Ова варијабилност може представљати изазов при спајању електричне енергије произведене ветром у мрежу. Интермитентност и непредвидива природа ветра повећавају трошкове за регулацију, подижу радну залиху, а при високој продорности могла би довести до повећања количине електричне енергије у систему што може проузроковати проблеме с преоптерећењем. Решење би било складиштење или повезивање мреже наизменичне струје високонапонским кабловима наизменичне струје. Енергија ветра може се заменити другим електранама у раздобљима слабог ветра. Мреже за пренос енергије већ сада се морају носити са застојима производње и дневним променама електричне потражње. Системи с великим капацитетом за енергију ветра би требали да имају више резерви (енергана које раде на мање од максималног оптерећења).
Реверзибилне хидроелектране или други облици складиштења енергије у мрежи могу похранити енергију добијену за време јаких ветрова и пустити је када је то потребно. Похрањена енергија повећава економску вредност енергије ветра, јер може заменити велике трошкове производње током највеће потражње. Потенцијални приход може премашити трошкове и губитке у похрани. Трошак складиштења може додати 25% на цену похрањене енергије ветра, али није предвиђено да се примењује на велики удео добијене енергије ветра. Динорвиг електрана је реверзибилна хидроелектрана од 2 GW у Велсу изједначава врхове потражње електричне енергије, омогућујући тако ефикаснији рад електрана које добављају електрицитет за базно оптерећење. Корисности од 75% и висока цена изградње таквих електрана нису проблем, јер је цена за рад тих електрана ниска и могућност смањења базне потрошње може смањити цену горива и укупне трошкове генерирања електричне енергије.
У неким регијама, вршна брзина ветра не може се поклопити с врхом потражње електричне енергије. У државама САЂа, Калифорнији и Тексасу, за време врућих летних дана брзине ветра су ниске, а потражња електричне енергије висока због масивног кориштења клима уређаја. Нека комунална предузећа субвенционирају куповину геотермалних топлотних пумпи својим корисницима, у сврху смањења потрошње електричне енергије током летних месеци чинећи кориштење клима уређаја и до 70% делотворнији. Друга могућност је да се међусобно распршена подручја повежу у тзв. „супермрежу“ високоволтажних каблова за једносмерну струју.
У Великој Британији, потражња за електричном енергијом виша је зими него лети, пропорционално брзини ветра. Соларна енергија тежи да буде комплементарна енергији ветра. Подручја високог притиска ваздуха доносе ведро небо и слабије површинске ветрове, док су дани с нижим притиском ваздуха претежно ветровити и облачни. То значи да је соларне енергије обично највише лети, док је енергије ветра највише зими, те се тако интермитенција ветра и сунчеве енергије међусобно поништавају.
Као и код других извора и производња електричне енергије из ветроелектрана мора бити испланирана, али природа ветра то не омогућава, успркос помоћиметеорологије.

## Инсталирана снага
| Инсталирана снага ветроагрегата () | Инсталирана снага ветроагрегата () | Инсталирана снага ветроагрегата () | Инсталирана снага ветроагрегата () | Инсталирана снага ветроагрегата () |
| Скала                              | Земља                              | 2005                               | 2006                               | 2007                               |
| ---------------------------------- | ---------------------------------- | ---------------------------------- | ---------------------------------- | ---------------------------------- |
| 1                                  | Немачка                            | 18,415                             | 20,622                             | 22,247                             |
| 2                                  | SAD                                | 9,149                              | 11,603                             | 16,818                             |
| 3                                  | Шпанија                            | 10,028                             | 11,615                             | 15,145                             |
| 4                                  | Индија                             | 4,430                              | 6,270                              | 8,000                              |
| 5                                  | Кина                               | 1,260                              | 2,604                              | 6,050                              |
| 6                                  | Данска (и Фарска Острва)           | 3,136                              | 3,140                              | 3,129                              |
| 7                                  | Италија                            | 1,718                              | 2,123                              | 2,726                              |
| 8                                  | Француска                          | 757                                | 1,567                              | 2,454                              |
| 9                                  | ВБ                                 | 1,332                              | 1,963                              | 2,389                              |
| 10                                 | Португалија                        | 1,022                              | 1,716                              | 2,150                              |
| 11                                 | Канада                             | 683                                | 1,459                              | 1,856                              |
| 12                                 | Холандија                          | 1,219                              | 1,560                              | 1,747                              |
| 13                                 | Јапан                              | 1,061                              | 1,394                              | 1,538                              |
| 14                                 | Аустрија                           | 819                                | 965                                | 982                                |
| 15                                 | Грчка                              | 573                                | 746                                | 871                                |
| 36                                 | Мађарска                           | 18                                 | 61                                 | 65                                 |
|                                    | Хрватска                           | 5,95                               | 17,15                              | 17,15                              |
|                                    | Остала Европа                      | 129                                | 163                                |                                    |
|                                    | Остала Америка                     | 109                                | 109                                |                                    |
|                                    | Остала Азија                       | 38                                 | 38                                 |                                    |
|                                    | Остала Африка и Средњи исток       | 31                                 | 31                                 |                                    |
|                                    | Остала Океанија                    | 12                                 | 12                                 |                                    |
|                                    | Свет укупно ()                     | 59,091                             | 74,223                             | 93,849                             |

| Годишња производња из ветроелектрана () / Укупна потрошња (]) | Годишња производња из ветроелектрана () / Укупна потрошња (]) | Годишња производња из ветроелектрана () / Укупна потрошња (]) | Годишња производња из ветроелектрана () / Укупна потрошња (]) | Годишња производња из ветроелектрана () / Укупна потрошња (]) |
| Скала                                                         | Земља                                                         | 2005                                                          | 2006                                                          | 2007                                                          |
| ------------------------------------------------------------- | ------------------------------------------------------------- | ------------------------------------------------------------- | ------------------------------------------------------------- | ------------------------------------------------------------- |
| 1                                                             | Немачка                                                       | 27,225/533,700                                                | 30,700/569,943                                                | 39,500/584,939                                                |
| 2                                                             | САД                                                           | 4049,8                                                        | 10,671/4104,967                                               | /4179,908                                                     |
| 3                                                             | Шпанија                                                       | 23,166/254,90                                                 | 29,777/294,596                                                | /303,758                                                      |
| 4                                                             | Индија                                                        | 661,64                                                        |                                                               |                                                               |
| 5                                                             | Кина                                                          | 2474,7                                                        | 2,70/2834,4                                                   | 3255,9                                                        |
| 6                                                             | Данска (и Фарска острва)                                      | 6,614/34,30                                                   | 7,432/44,24                                                   | 37,276                                                        |
| 7                                                             | Француска                                                     | 547,8                                                         | 2,323/550,063                                                 | 545,289                                                       |
| 8                                                             | ВБ                                                            | 0,973/407,365                                                 | 383,898                                                       | 379,756                                                       |
| 9                                                             | Португалија                                                   | 35,0                                                          | 4,74/48,876                                                   |                                                               |
|                                                               | Свет укупно ()                                                |                                                               | 16,790                                                        |                                                               |

Више је хиљада ветроагрегата у погону, укупно инсталиране снаге 73,904 MW, од чега је у Европи 65% (2006). Ветроелектране су имале најбржи раст од свих алтернативних извора енергије на почетку 21. века, капацитет им се више него учетворостручио од 2000. до 2006. 81% инсталиране снаге отпада на САД и Европу. Процене су да ће до 2010. бити инсталирано 160  снаге ветроагрегата с порастом од 21% годишње. Данска производи приближно једну петину електричне енергије ветроелектранама, што је чини земљом с највећим уделом ветроелектрана у властитој производњи. Она је значајни корисник и произвођач ветротурбина. Немачка је водећи произвођач ветроелектрана, с уделом од 28% светске производње у 2006. и укупном производњом од 38,5  у 2007. године (6,3% електричне енергије Немачке), а циљ јој је да до 2010. досегне производњу од 12,5% од укупне. Немачка има 18,600 ветротурбина, углавном на северу земље, укључујући и три највеће на свету (6MW и две по 5MW).
Кина је 2005. најавила изградњу ветропарка од 1000 MW у Хебеју до 2020. Циљ јој је био до исте године има и производњу од 20,000 MW из обновљивих извора. Сматра се да је од ветра на простору Кине могуће добити 253.000 MW.

## Исплативост

### Трендови
Према извештају Глобалног савета за енергију ветра, 2007. је инсталирано додатних 20 GW ветроелектрана, што је укупно инсталирану снагу довело на 94 GW. Гледано с привредног стајалишта, подручје производње електричне енергије из ветра је постало јако важно и финансијски интересантно на тржишту. Вредност уграђене опреме за ветроелектране у 2007. износи 25 милијарди €. Цена енергије из ветра 2004. је пала на једну петину цене из осамдесетих, а процена је да ће се пад наставити како расте масовна производња вишемегаватних ветротурбина. Како год, цена уградње је 2007. износила 1.300€/KW, што је више у поређењу с 2005. годином, када је износила 1.100 €/KW. Раст цене се објашњава великом потражњом за опремом, док је јако мало произвођача способно да произведе велике модерне турбине и носаче за ветроагрегате. На цену електричне енергије из ветро и хидроелектрана занемарив утицај има цена горива и јако мали утицај одржавање постројења, али су капитални трошкови значајни.

### Теоретски потенцијал
Снага ветра у атмосфери је много већа од садашње светске потрошње. Најисцрпнија истраживања кажу да је укупна снага ветра на копну и близу обале 72 TW, што је еквивалентно 54 милијарде тона нафте годишње или пет пута више него што свет тренутно троши у било којем облику.

### Директни трошкови
Многе потенцијалне локације ветроенергетских постројења су далеко од потрошачких центара, што повећава трошак због изградње нових мрежа за пренос електричне енергије. У неким подручјима то је зато што су јаки ветрови утицали на изградњу средишта даље од ветровитих подручја. Ветар који је некада био непријатан, данас је вредан извор енергије, без обзира на то што су се цивилизације настањивале у подручјима која су више заштићена од ветра.
Како су главни трошкови у добијању електричне енергије из енергије ветра заправо трошкови изградње, а не цена горива, просечна цена производње такве енергије зависи од израде и поправки електране. Гранична цена енергије након што је електрана изграђена износи мање од 1 цента по kWh.
Цене електричне енергије јако су регулисане широм света. Купци потписују дугорочне уговоре како би смањили ризик будућих флуктуација, осигуравајући тако стабилнији поврат новца за пројекте у стадијуму развоја. У таквим уговорима особа одговорна за рад система се обвезује на куповину енергије добијене ветром по фиксној цени за одређени период. Те цене се могу разликовати од цена енергије из других извора, па чак могу садржати и одређене субвенције.
Како је цена електричне енергије ствар тржишта, приходи су већи када се производња одвија у периодима више цене. Профитабилност ветроелектрана ће стога бити већа када се време њиховог рада подудара с тим периодима.

## Историја
Људи користе енергију вјетра барем 5500 година, неки од примјера је да се чамац са једрима користи барем 5000 година и архитекти су користили управљан-ветар за природне вентилације још у античко доба. Коришћење вјетра да се обезбиједи механичка енергија је дошло негдје касније у антици.
У старој Персији, ветрењаче са вертикалном осовином, напола затворене (тако да вјетар потискује само једну половину ротора) и равним „једрима“ се користе бар од 200. године нове ере. 
Практичне вјетрењаче сличне конструкције су направљене у Авганистану у 7. вијеку. Са Блиског истока, идеја се проширила до Европе и вјетрењаче за млевење зрња у брашно или пумпање воде су забиљежене у 12. вијеку у Енглеској и Холандији.
До 19. вијека вјетрењаче су распрострањене по читавој Европи и донесене су и у Сјеверну Америку.
Крајем 19. вијека енергија вјетра се почела користити и за производњу електричне енергије (види ветроелектрана), али углавном у малим локалним постројењима до нафтне кризе 1973. 
Послије кризе, долази у низу земаља до ужурбане активности за искориштење енергије вјетра за производњу струје. Са успонима и падовима, везаним углавном за раст и пад цијена нафте, развој се нарочито убрзава послије 2000. са непрекидним растом цијена нафте.

## Развојне могућности
Енергија вјетра пружа велике могућности за даљи развој. При крају 2007. свјетски капацитет електрана на ветар је 94 GW, али то је и даље само 1% од укупне производње електричне енергије.
Земље које воде у производњи су:
- Данска, 19% од укупне производње електричне енергије долази од ветра
- Шпанија и Португал, 9%
- Немачка и Ирска, 6%

Времена се ипак мењају. Производња електричне енергије из ветра се повећала пет пута од 2000. до 2007.
Производња је засад профитабилна и конкурентна по цени класичним изворима (хидроенергија, термоенергија, нуклеарна енергија) само у крајевима са већим брзинама ветра, као на обали мора и слично. Међутим са растом цена класичних енергената и са падом цена турбина на ветар, очекује се измјена овог односа у будућности.

## Прорачун добијене снаге
Снага је пропорционална брзини вјетра, активној површини кракова ветрењаче и густини ваздуха. Прорачун искористиве снаге ветра је детаљније обрађен у чланку ветрењача.